# Svante Milles
Svante Stigson Milles, född 12 november 1923 i Göteborg, död 9 juli 2008 i Lidingö, var en svensk radioman och journalist. 
Milles var son till Stig Milles samt brorson till Carl Milles, Ruth Milles och Evert Milles.
Han gifte sig 1962 med Birgitta Hedberg, dotter till författarna Ruth och Olle Hedberg. 
Milles var som mest verksam i Malmö, där han gjorde uppskattade radioprogram såsom "Ur farfars skivhylla", "Värt att veta", "Nu och då" och "Bokmalin". Han är begravd på Lidingö kyrkogård.